# Söngvakeppnin 2024
La diciottesima edizione di Söngvakeppnin si è svolta dal 17 febbraio al 2 marzo 2024 e ha selezionato il rappresentante dell'Islanda all'Eurovision Song Contest 2024 a Malmö.
La vincitrice è stata Hera Björk con Scared of Heights.

## Organizzazione
Il 30 maggio 2023 l'emittente radiotelevisiva pubblica Ríkisútvarpið (RÚV) ha confermato la partecipazione dell'Islanda all'Eurovision Song Contest 2024 a Malmö insieme all'organizzazione della diciottesima edizione di Söngvakeppnin, competizione musicale tradizionalmente utilizzata per la scelta del rappresentante nazionale. Dal 15 giugno 2023 è stato possibile inviare all'emittente proposte per il concorso entro il successivo 10 settembre.
L'evento si è tenuto in tre serate: due semifinali, rispettivamente programmate per il 17 e il 24 febbraio 2024, e la finale il successivo 2 marzo. In ciascuna semifinale si sono esibiti cinque artisti, due dei quali hanno avuto accesso alla finale tramite televoto; il quinto finalista è stato invece selezionato fra le proposte scartate da una giuria in seguito a entrambe le semifinali. Nella finale il voto combinato di giuria e pubblico ha decretato, in una prima fase, i due artisti che hanno avuto accesso al duello finale, dove il solo televoto ha determinato il vincitore. Nelle semifinali, come di consuetudine, sono stati presentati i brani nella loro versione in lingua islandese, mentre nella finale è stata data la possibilità agli artisti di eseguire la propria canzone nella lingua desiderata.

### Giuria
La giuria per Söngvakeppnin 2024 è stata composta da:
- Vigdís Hafliðadóttir, cantante, attrice ed attivista;
- Sindri Ástmarsson, direttore del festival Iceland Airwaves;
- Erna Hränn, cantante e conduttrice radiofonica;
- Árni Matthíasson, critico musicale e scrittore;
- Sigríður "Sigga" Beinteinsdóttir, cantante e rappresentante dell'Islanda all'Eurovision Song Contest 1994;
- Einar Bárðarson, presidente dell'IMIC;
- Elín Hall, musicista.

## Partecipanti
Una giuria interna nominata da RÚV ha selezionato i 10 partecipanti fra le 118 proposte ricevute. La lista completa degli artisti partecipanti è stata pubblicata il 27 gennaio 2024. Fra i finalisti c'è Hera Björk che ha precedentemente rappresentato l'Islanda all'Eurovision Song Contest 2010.
| Artista      | Titolo             | Titolo              | Compositori |
| Artista      | Versione islandese | Versione inglese    | Compositori |
| ------------ | ------------------ | ------------------- | --- |
| Anita        | Stingum af         | Downfall            | Ásdís María Viðarsdóttir, Jake Tench                                                                               |
| Bashar Murad | Vestrið villt      | Wild West           | Bashar Murad, Einar Hrafn Stefánsson, Matthías Tryggvi Haraldsson                                                  |
| Blankiflúr   | Sjá þig            | Love You            | Albert Sigurðsson, Hólmfríður Sigurðardóttir, Kristín Sigurðardóttir, Páll Axel Sigurðsson, Sólveig Sigurðardóttir |
| CeaseTone    | Ró                 | Flow                | Hafsteinn Þráinsson, Halldór Eldjárn, Una Torfadóttir                                                              |
| Heiðrún Anna | Þjakaður af ást    | —                   | Heiðrún Anna Björnsdóttir, Rut Ríkey Tryggvadóttir                                                                 |
| Hera Björk   | Við förum hærra    | Scared of Heights   | Ásdís María Viðarsdóttir, Ferras Alqaisi, Jaro Omar, Michael Burek                                                 |
| Maiaa        | Fljúga burt        | Break Away          | Baldvin Snær Hlynsson, Helga Soffía Ólafsdóttir, María Agnesardóttir                                               |
| Sigga Ózk    | Um allan alheiminn | Into the Atmosphere | Birkir Blær, Mikołaj Maciej Trybulec, Sigríður Ósk Hrafnkelsdóttir                                                 |
| Sunny        | Fiðrildi           | —                   | Nikulás Nikulásson, Sunna Kristinsdóttir                                                                           |
| Væb          | Bíómynd            | Movie Scene         | Drífa Nadía Thoroddsen Mechiat, Hálfdán Helgi Matthíasson, Matthías Davíð Matthíasson                              |

## Semifinali
Le semifinali si sono svolte in due serate, il 17 e il 24 febbraio 2024, e vedranno competere 5 partecipanti ciascuno per i due posti per puntata destinati per la finale. Un ulteriore finalista sarà decretato dalla giuria interna fra i sei scartati durante le semifinali. La divisione e l'ordine d'esibizione delle semifinali sono stati resi noti il 27 gennaio 2024, in concomitanza con l'annuncio dei partecipanti.

### Prima semifinale
La prima semifinale si è svolta il 17 febbraio 2024 presso i Truenorth Studio di Reykjavík. L'ordine d'esibizione è stato reso noto il 27 gennaio 2024.
Ad accedere alla finale sono stati i Væb e Anita.
| # | Artista    | Titolo     |
| - | ---------- | ---------- |
| 1 | Blankiflúr | Sjá þig    |
| 2 | CeaseTone  | Ró         |
| 3 | Væb        | Bíómynd    |
| 4 | Sunny      | Fiðrildi   |
| 5 | Anita      | Stingum af |

### Seconda semifinale
La seconda semifinale si è svolta il 24 febbraio 2024 presso i Truenorth Studio di Reykjavík. L'ordine d'esibizione è stato reso noto il 27 gennaio 2024.
Ad accedere alla finale sono stati Hera Björk e Bashar Murad; Sigga Ózk è stato selezionata da una giuria come quinta finalista.
| # | Artista      | Titolo             |
| - | ------------ | ------------------ |
| 1 | Hera Björk   | Við förum hærra    |
| 2 | Heiðrún Anna | Þjakaður af ást    |
| 3 | Bashar Murad | Vestrið villt      |
| 4 | Sigga Ózk    | Um allan alheiminn |
| 5 | Maiaa        | Fljúga burt        |

## Finale
La finale si svolgerà il 2 marzo 2024 presso il Laugardalshöll di Reykjavík e sarà presentata da Ragnhildur Steinunn Jónsdóttir, Sigurður Þorri Gunnarsson e Unnsteinn Manuel Stefánsson. L'ordine d'esibizione è stato reso noto il 26 febbraio 2024.
A differenza delle semifinali dove i partecipanti hanno l'obbligo di esibirsi in islandese, nella finale ogni artista ha la possibilità di scegliere la versione con cui hanno intenzione di partecipare all'Eurovision Song Contest.
Hera Björk e Bashar Murad sono risultati i più votati nel primo round di voto della giuria e televoto; nel duello finale, dove ha votato solo il pubblico, Hera Björk è stata incoronata vincitrice della manifestazione.
| # | Artista      | Titolo              | Punteggio | Punteggio | Punteggio | Posizione |
| # | Artista      | Titolo              | Giuria    | Televoto  | Totale    | Posizione |
| - | ------------ | ------------------- | --------- | --------- | --------- | --------- |
| 1 | Væb          | Bíómynd             | 13 656    | 15 727    | 29 383    | 4         |
| 2 | Hera Björk   | Scared of Heights   | 16 661    | 15 406    | 32 067    | 2         |
| 3 | Anita        | Downfall            | 14 476    | 10 124    | 24 600    | 5         |
| 4 | Bashar Murad | Wild West           | 21 304    | 26 359    | 47 663    | 1         |
| 5 | Sigga Ózk    | Into the Atmosphere | 16 114    | 14 595    | 30 709    | 3         |

### Superfinale
| # | Artista      | Titolo            | Punteggio   | Punteggio     | Punteggio | Posizione |
| # | Artista      | Titolo            | Primo round | Secondo round | Totale    | Posizione |
| - | ------------ | ----------------- | ----------- | ------------- | --------- | --------- |
| 1 | Hera Björk   | Scared of Heights | 32 067      | 68 768        | 100 835   | 1         |
| 2 | Bashar Murad | Wild West         | 47 663      | 49 832        | 97 495    | 2         |

## Ascolti
| Puntata    | Messa in onda    | Telespettatori | Rating | Note   |
| ---------- | ---------------- | -------------- | ------ | ------ |
| Semifinali | 17 febbraio 2024 | 121 080        | 35,00% | [ 10 ] |
| Semifinali | 24 febbraio 2024 | 110 900        | 33,00% | [ 11 ] |
| Finale     | 2 marzo 2024     | 144 810        | 39,90% | [ 12 ] |
| Media      | Media            | 125 600        | 35,95% |        |

## Controversie

### Appelli al boicottaggio e implicazioni della partecipazione israeliana
L'inclusione di Israele nella lista dei partecipanti all'Eurovision Song Contest 2024, nonostante lo scoppio delle guerra Hamas-Israele, con la successiva invasione della striscia di Gaza delle forze armate israeliane il 27 ottobre 2023, ha portato alla nascita di proteste e petizioni affinché Israele fosse escluso dalla manifestazione o di boicottare l'evento in caso contrario; alcune petizioni in ambito della campagna boicottaggio, disinvestimento e sanzioni (BDS) sono state rivolte anche all'emittente islandese RÚV, come già avvenuto in precedenza durante l'edizione 2019 svoltasi a Tel Aviv.
Nonostante una dichiarazione iniziale secondo cui l'Islanda avrebbe comunque partecipato alla manifestazione europea, in seguito alle petizioni da parte della Società islandese degli autori e compositori (ISAC) e dell'OGAE Iceland, hanno spinto l'emittente RÚV a valutare la sua partecipazione dopo lo svolgimento dell'annuale Söngvakeppnin insieme al vincitore della manifestazione, rendendo così per la prima volta la finale nazionale indipendente dall'Eurovision Song Contest. Prima dello svolgimento della finale, entrambi gli eventuali superfinalisti Hera Björk e Bashar Murad hanno confermato che avrebbero partecipato alla manifestazione europea in caso di vittoria. Tuttavia RÚV ha deciso di posticipare la decisione finale all'11 marzo 2024, scadenza fissata dall'UER per la presentazione dei partecipanti nazionali.

### Problemi con RÚV Stjörnur
RÚV Stjörnur, l'applicazione incaricata a raccogliere i voti del pubblico, avrebbe riscontrato dei malfunzionamenti tecnici durante la votazione della superfinale. Molti telespettatori hanno riferito sui social media del presunto problema tecnico. Lilja Kristín Birgisdóttir, direttrice del marketing e delle comunicazioni di Vodafone Iceland, ha dichiarato in un'intervista che i rappresentanti dell'azienda hanno esaminato la questione insieme ai produttori di Söngvakeppnin e hanno poi riferito che tutti i sistemi hanno funzionato come previsto, suggerendo che il problema non era sistemico da parte di Vodafone.
Einar Hrafn Stefánsson, uno degli autori della canzone seconda classificata Wild West, ha chiesto l'avvio di un'indagine da parte di un soggetto indipendente riguardo la condotta delle votazioni del concorso. Rúnar Freyr Gíslason, direttore esecutivo di Söngvakeppnin, ha successivamente dichiarato che è stata avviata un'indagine relativa al malfunzionamento, chiarendo inoltre che il numero totale di voti via SMS ricevuti dai superfinalisti non ha influenzato il risultato finale; i produttori del concorso hanno successivamente spiegato che ciò è dovuto al fatto che solo pochi utenti sono stati colpiti da tale problema. Dopo la pubblicazione dei risultati, Stefánsson ha dichiarato che la sua richiesta di un'indagine indipendente era stata negata, spingendolo a chiedere una nuova votazione. Tuttavia Stefán Eiríksson, direttore del reparto radio di RÚV, ha ribadito che i risultati erano al di sopra di ogni dubbio, nonostante l'emittente non avesse informazioni sul perché il problema si fosse verificato solo sul numero di Bashar Murad. Il rifiuto della richiesta di un'indagine indipendente è stato successivamente revocato, dopo che Eiríksson ha reso noto che RÚV ha deciso di condurre un'indagine indipendente sulla conduzione del voto della finale di Söngvakeppnin e che è stato incaricato un esperto per effettuare una valutazione indipendente.
Relativo a ciò Ásdís María Viðarsdóttir, una degli autori del brano vincitore Scared of Heights, ha dichiarato che avrebbe "ritirato i suoi crediti dalla canzone" se l'emittente RÚV non avesse fatto ulteriore luce e di condurre un'indagine trasparente sul caso, affermando che "la sua coscienza non lo permette" dopo che sono saltate fuori possibili accuse di razzismo contro Murad durante la votazione della superfinale.